# Stanley Moetoer
Stanley Moetoer is een Surinaams dammer.

## Biografie
Stanley Moetoer behaalde meerdere malen een podiumplek in het Surinaams Kampioenschap Dammen, waaronder als eerste in 2000. Hij werd tweede tijdens de Curaçao Open van 2002 en vierde tijdens het Pan-Amerikaans Kampioenschap in Sao Paulo in Brazilië van 2007. Hij is drager van de eretitel Federatiemeester (MF).
In het dagelijkse leven werkt hij bij de Centrale Bank van Suriname, waarvoor hij ook op damgebied uitkomt.

## Palmares
Hij speelde tijdens de volgende internationale kampioenschappen of bereikte bij de andere wedstrijden de eerste drie plaatsen:
| Jaar | plaats | kampioenschap                                     |
| ---- | ------ | ------------------------------------------------- |
| 1993 | Brons  | Surinaams Kampioenschap                           |
| 2000 | Goud   | Surinaams Kampioenschap                           |
| 2002 | Brons  | Surinaams Kampioenschap                           |
| 2002 | Zilver | Curaçao Open                                      |
| 2003 | 9e     | Curaçao Open                                      |
| 2006 | Zilver | Surinaams Kampioenschap                           |
| 2007 | 4e     | Pan-Amerikaans Kampioenschap, Sao Paulo, Brazilië |
| 2024 | Brons  | Surinaams Kampioenschap                           |